# نیمدور
نیمدور، روستایی از توابع شهرستان باشت در فاصله ۲۷ کیلومتری از شمال شرقی شهر گچساران، با آب و هوایی معتدل در استان کهگیلویه و بویراحمد ایران است. این روستا از جمله روستاهای پلکانی می‌باشد. وجه تسمیه نام این روستا به خاطر موقعیت قرارگیری آن میان دو کوه است، به‌طوری‌که در تمام طول روز تنها نیمی از روز خورشید به روستا می‌تابد از این رو سابقاً به آن نیمروز می‌گفتند ولی در گذر زمان بین رهگذران و اهالی به نیمدور تغییر نام پیدا کرده است. این روستا یکی از قدیمی‌ترین روستاها در شهرستان گچساران و حتی کل استان کهگیلویه و بنا به گفته اهالی بیش از ۵۰۰ سال قدمت دارد که البته نوع معماری آن تا حدی این گفته را تأیید می‌کند. روستا سابقاً جمعیت زیادی داشته ولی به دلیل صعب العبور بودن و نیز نزاع بین بویراحمد و باوی بر سر این روستا و غارت اموال مردم، ساکنین آن در زمان پهلوی و قبل از انقلاب به شهر گچساران مهاجرت کرده‌اند و به همین جهت خانه‌های روستا یکی پس از دیگری مخروبه شده است. قابل ذکر است که به دلیل موقعیت ویژه این روستا و قرارگیری بر روی مرز قلمرو دو ایل باوی و بویراحمد، محل کشمکش و غارت دو ایل واقع می‌شده. این روستا قبلاً داری آسیابی آبی بوده که نیروی محرکه خود را از رودخانه‌ای که پایین دست آن جریان دارد تأمین می‌نموده است، بقایای این آسیاب آبی هنوز در جای خود باقی است. شهرت این روستا به خاطر وجود شالیزارهای برنج، انارستان‌ها، تاکستانها و باغ‌های انجیر و وجود چشمه سارها و آبشارهای زیبایی چون آبشار تنگ موگ است. نیمدور به همراه موگ داری ده چشمه و آبشار بوده که شش چشمه آن دائمی است. بقاء متبرکه امام زاده ابراهیم و امام زاده اسماعیل در این روستا واقع شده است. از جمله نکات جالب در این روستا وجود سنگ‌های بزرگی است که باعث شده مردم برای هر کدام نامی را انتخاب کرده و هر یک کاربردی برای مردم روستا داشته است. به عنوان نمونه سنگ کنار مسجد که محل خواندن نماز میت برای مردگان، سنگ گله که محل استراحت گله‌های گوسفندان وسنگ‌هایی برای در امان ماندن از باد و باران و حتی تخت خواب استفاده می‌شد و بزرگ‌ترین سنگ آن که به شکل یال اسب بوده سنگ یا برد یال گفته می‌شد. دو اشکفت یا غار در روستا وجود دارد که در تابستان از خنکای آن به عنوان محلی برای استراحت استفاده می‌شد. این روستا به خاطر آب و هوای مفرح در بیشتر سال و نیز باغ‌های انگور و انجیر چشمه سارها و آبشارهای فصلی و دائمی و رودخانه شاه بهرام در کنار آن به عنوان یکی از مناطق گردشگری شهرستان مطرح شده است. نیمدور در فاصله ۲۷ کیلومتری شهرستان باشت قرار دارد.

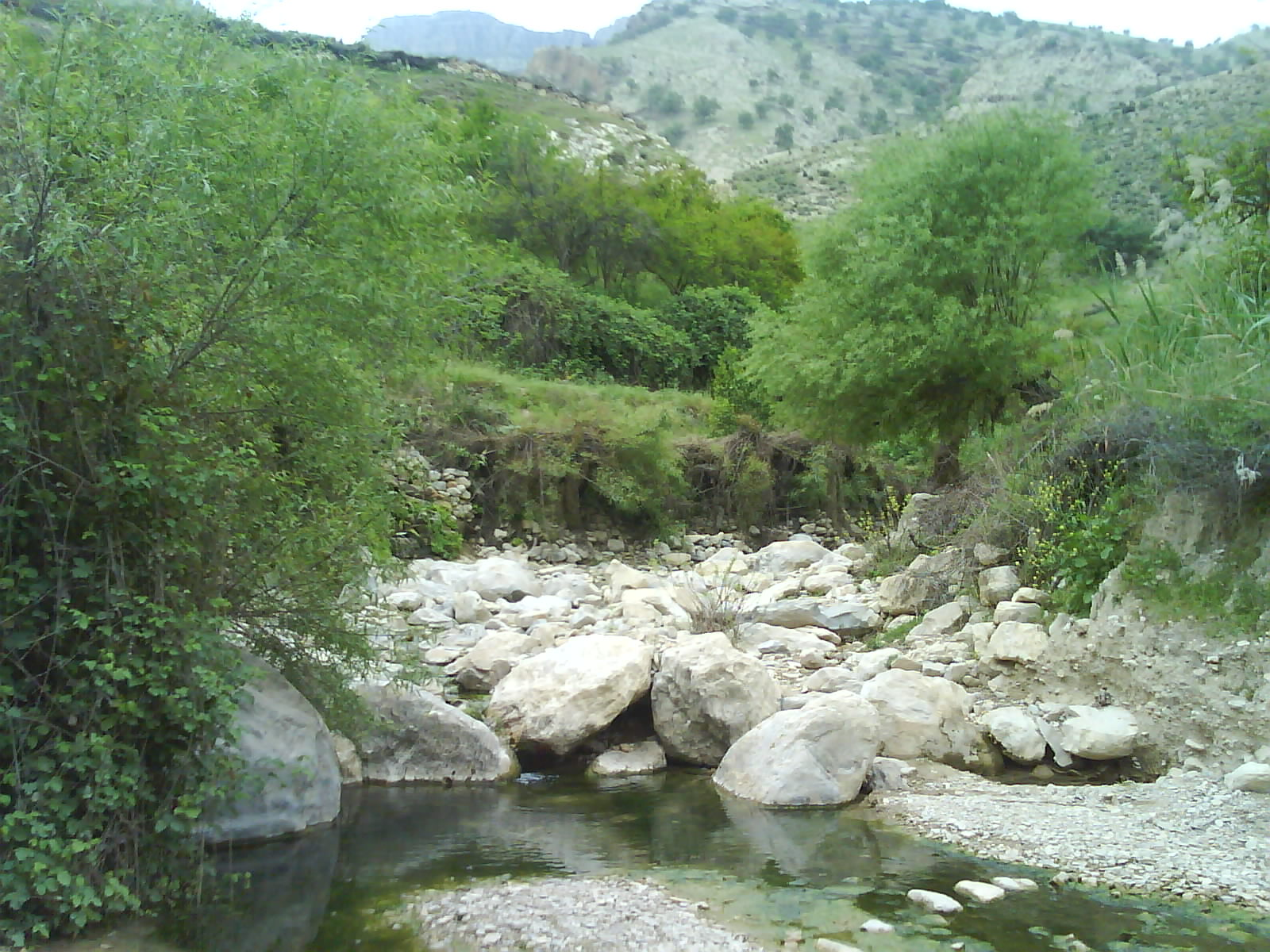
چشم‌اندازی زیبا در روستای نیمدور

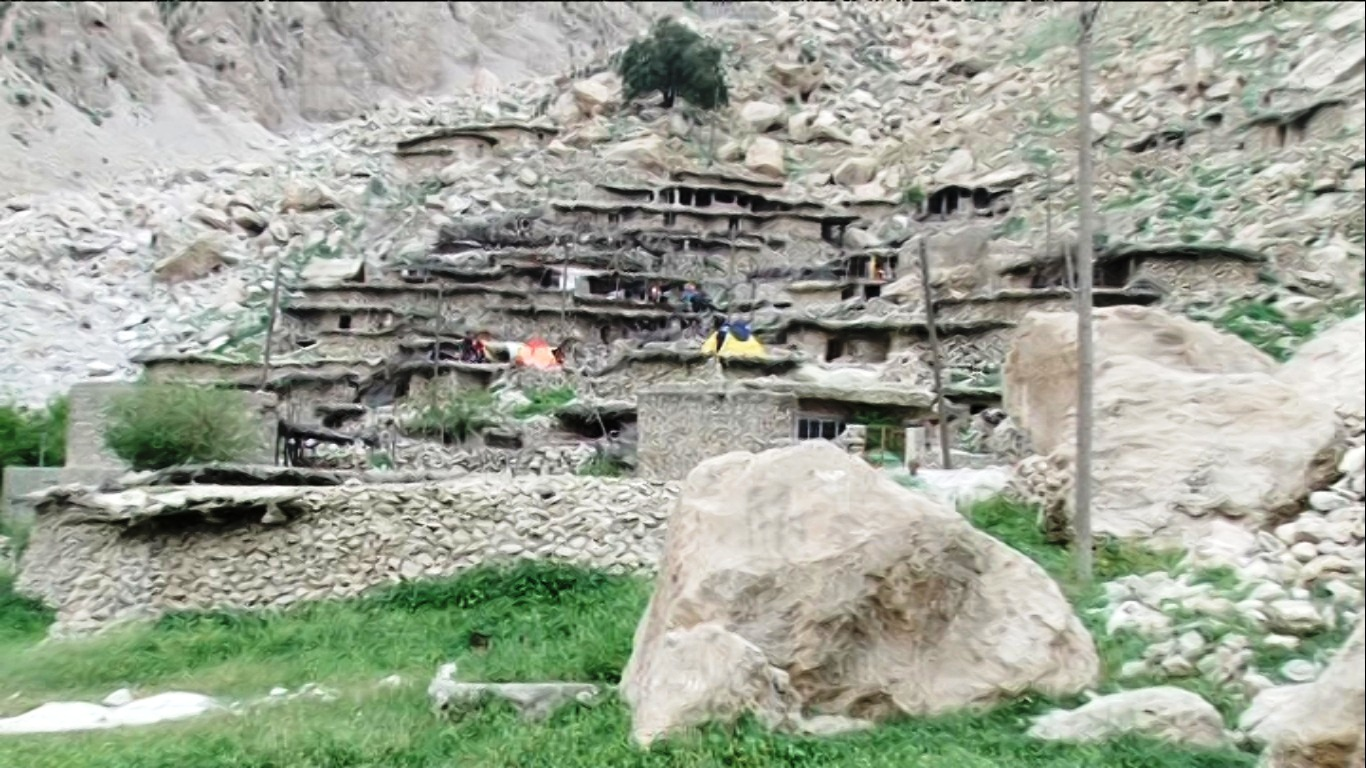
قرارگیری خانه‌ها به صورت پلکانی در روستای نیمدور

## جمعیت
نیمدور در دهستان کوهمره خامی قرار دارد و براساس سرشماری مرکز آمار ایران در سال ۱۳۸۵، جمعیت آن ۵۲ نفر (۱۴خانوار) بوده است.